# Zatoka Karagińska
Zatoka Karagińska (ros. Карагинский залив, Karaginskij zaliw) – zatoka Morza Beringa, w azjatyckiej części Rosji.
Leży u północno-wschodniego wybrzeża Kamczatki pomiędzy półwyspami Gowena i Jeziornym, na północ od Cieśniny Litkego. Długość 117 km, szerokość pomiędzy przylądkami Gowena i Jeziornym ok. 280 km; głębokość 30 - 60 m; dobrze rozwinęta linia brzegowa, liczne zatoki podrzędne (Ukińska, Anapka, Korfska); w centralnej części Wyspa Karagińska oddzielona od Kamczatki Cieśniną Litkego. Od grudnia do czerwca pokryta lodem.